# میشل آلفا
میشل آلفا (فرانسوی: Michèle Alfa‎؛ ۲۰ اوت ۱۹۱۱ – ۲۴ اوت ۱۹۸۷ (۷۶ سال)) هنرپیشه اهل فرانسه بود.
از فیلم‌ها یا برنامه‌های تلویزیونی که وی در آنها نقش داشته‌است می‌توان به کنت دو مونت-کریستو، اولتیماتوم اشاره کرد.